# Воробьёва, Надежда Александровна
Наде́жда Алекса́ндровна Воробьёва (род. 30 мая 1977) — российская легкоатлетка, специалистка по бегу на средние дистанции. Выступала на профессиональном уровне в 2000-х годах, победительница и призёрка первенств всероссийского значения, участница чемпионата мира в помещении в Бирмингеме. Представляла Москву и Челябинскую область.

## Биография
Надежда Воробьёва родилась 30 мая 1977 года.
Впервые заявила о себе в сезоне 1999 года, когда на всероссийском студенческом первенстве в Туле стала седьмой в беге на 200 метров и шестой в беге на 400 метров. Участвовала в чемпионате России в Туле.
В 2000 году стартовала в беге на 800 метров на чемпионате России в Туле.
В 2001 году принимала участие в зимнем чемпионате России в Москве и в летнем чемпионате России в Туле.
В 2002 году в дисциплине 800 метров одержала победу на Кубке губернатора в Волгограде, была восьмой на зимнем чемпионате России в Волгограде, получила серебро на Кубке России и на Мемориале братьев Знаменских в Туле, взяла бронзу на открытом чемпионате Москвы, финишировала пятой на летнем чемпионате России в Чебоксарах.
В 2003 году в беге на 800 метров с личным рекордом 2:00.59 выиграла бронзовую медаль на зимнем чемпионате России в Москве. Благодаря череде удачных выступлений вошла в основной состав российской сборной и удостоилась права защищать честь страны на чемпионате мира в помещении в Бирмингеме — на предварительном квалификационном этапе показала результат 2:04.68, чего оказалось недостаточно для выхода в полуфинальную стадию. Летом также победила на молодёжном первенстве Москвы, завоевала бронзовую награду на международном турнире в Люцерне.
В 2004 году Воробьёву уличили в нарушении антидопинговых правил — взятая у неё проба показала наличие запрещённого препарата пемолина. В итоге спортсменку отстранили от участия в соревнованиях на два года.
По окончании срока дисквалификации в 2007 году Надежда Воробьёва возобновила спортивную карьеру. В частности в этом сезоне она стартовала в беге на 800 метров на зимнем чемпионате России в Волгограде, стала четвёртой на всероссийских соревнованиях в Сочи, шестой на Мемориале Знаменских в Жуковском, третьей на чемпионате Москвы, второй на Кубке России в Туле, участвовала в летнем чемпионате России в Туле.
В 2008 году бежала 800 и 1500 метров на чемпионате России в Казани.
В 2009 году отметилась выступлением на зимнем чемпионате России в Москве и на летнем чемпионате России в Чебоксарах.
В 2010 году выиграла несколько региональных стартов в Челябинске, приняла участие в зимнем чемпионате России в Москве и по окончании сезона завершила спортивную карьеру.